# Мариън (окръг, Западна Вирджиния)
Окръг Мариън (на английски: Marion County) е окръг в щата Западна Вирджиния, Съединени американски щати. Площта му е 805 km², а населението – 56 678 души (2012). Административен център е град Феърмонт.